# Janusz Radwański
Janusz Radwański (ur. 1984 w Kielcach) – polski poeta.
Laureat nagród poetyckich. Współpracownik Internetowej Gazety Kulturalnej Salon Literacki, gdzie prowadzi stałą rubrykę prezentującą poetów ukraińskich. Od 2012 r. razem z Jarosławem Mazurem i Szymonem Węglowskim współprowadzi audycję Wszystko jest folkiem w Domowym Radiu Studnia.

Mieszka w Kolbuszowej Górnej.

## Nagrody
- III nagroda w VII Ogólnopolskim Konkursie Poetyckim im. Rainera Marii Rilkego 2009[2]
- I nagroda w IX OKL „Złoty Środek Poezji” 2013 za tom Księga wyjścia awaryjnego, najlepszy poetycki debiut książkowy 2012[3]
- I nagroda w VIII Ogólnopolskim Konkursie Poetyckim im. Kazimierza Ratonia w 2012 (wydanie tomu Chałwa zwyciężonym w 2013)[4].

## Książki
- Księga wyjścia awaryjnego (Stowarzyszenie Żywych Poetów, Brzeg 2012).
- Chałwa zwyciężonym (Galeria Literacka BWA i Biblioteka Frazy, Olkusz 2013).
- Kalenberek (Fundacja Duży Format, Warszawa 2017).[5]
- Święto nieodległości (seria Tangere, wyd. Convivo, Warszawa 2018).
- Śpiewnik szantowy (wyd. Convivo, Warszawa 2022).[6]

## Przekłady
- Pawło Korobczuk(inne języki), Kajfuj, kajfuj, tłum. Janusz Radwański (wyd. Ach jo!, Kraków 2019).
- Ołeksij Czupa, Piędź, tłum. Janusz Radwański (wyd. Convivo, Warszawa 2020).[7]
- Wołodymyr Bynio, Tak jest zapisane,  tłum. Janusz Radwański (wyd. Pogranicze, Sejny 2022).[8]
- Daryna Hładun, Radìo „Vìjna” , tłum. Janusz Radwański (wyd. Biblioteka Śląska, Katowice 2022).[9]
- Anna Malihon, Nakładanie szwów, tłum. Jakub Kornhauser i Krzysztof Czyżewski oraz Bohdan Zadura i Janusz Radwański (wyd. Pogranicze, Sejny 2023).[10]
- Natalia Belczenko, Strzała Zenona, tłum. Janusz Radwański, [grafika Wiesław Szumiński], (wyd. Pogranicze, Sejny 2024).[11]
- Natalia Belczenko, Wilga , tłum. Paulina Ciucka, Halyna Dubyk, Maciej Froński, Jacek Hajduk, Aneta Kamińska, Tadeusz Karabowicz, Anton Marczyński, Agnieszka Matkowska, Janusz Radwański, Krzysztof D. Szatrawski, Walery Tichonow, Bohdan Zadura, Paulina Zięba, Kalina Izabela Zioła (wyd. KEW, Wrocław ; Wojnowice 2024).[12]

## Publikacje naukowe
- Las w życiu i kulturze mieszkańców Rzeszowszczyzny, pod redakcją Katarzyny Smyk, Jolanty Dragan i Janusza Radwańskiego. (wyd. Muzeum Kultury Ludowej w Kolbuszowej ; Towarzystwo Wydawnicze Historia Iagellonica, Kolbuszowa ; Kraków 2023).[13]
- Kto nie wierzy, niech sprawdzi : bajki Lasowiaków i Rzeszowiaków, opracował Janusz Radwański ; zilustrowała Izabella Kędzierska ; [wybór tekstów Karolina Migurska, Justyna Niepokój-Gil, Janusz Radwański i Izabela Wodzińska], (wyd. Muzeum Kultury Ludowej w Kolbuszowej, Kolbuszowa, 2024).[14]